# Michael Zijlaard
Michael Zijlaard (* 26. Juli 1971 in Nieuwerkerk aan den IJssel) ist ein ehemaliger niederländischer Radrennfahrer und heutiger Radsportfunktionär.
Von 1986 bis 1993 war Michael Zijlaard als Radrennfahrer aktiv. 1993 wurde Michael Zijlaard niederländischer Meister im Dernyrennen und Zweiter des Omloops van de Glazen Stad.
Anschließend trat Zijlaard vom aktiven Radsport zurück und war seitdem als Manager und Sportdirektor verschiedener Teams tätig. Ab 2012 war er Manager des Frauenradsportteams AA Drink-leontien.nl, benannt nach seiner Frau, der mehrfachen Weltmeisterin und Olympiasiegerin Leontien Zijlaard-van Moorsel. Sein Vater ist der legendäre Derny-Schrittmacher Joop Zijlaard; seine Nichte, Nicky Zijlaard, hatte einen internationalen Erfolg als Radsportlerin, als sie bei den UCI-Straßen-Weltmeisterschaften 2012 im niederländischen Valkenburg den neunten Platz im Einzelzeitfahren der Juniorinnen belegte, und sein Neffe Maikel Zijlaard ist auch als Radsportler aktiv.
Michael Zijlaard leitet das Sportmarketingunternehmen Leontien Total Sports. Ab 2015 war er Manager des Teams Roompot. Zudem fungiert er als Sportlicher Leiter des Sechstagerennens von Rotterdam.
Vom Nederlands Olympisch Comité wurde Zijlaard mit dem Olympic Coach Award ausgezeichnet.